# Trolleboda
Trolleboda är en by som ligger 4 km norr om Kristianopel i Kristianopels socken, Karlskrona kommun i östra Blekinge.
I byn finns en väderkvarn från 1700-talet. Ängarna mot havet är naturskyddsområde.